# Goera taiwanensis
Goera taiwanensis là một loài trong họ Goeridae. Chúng phân bố ở miền Cổ bắc.